# Ferrari 312 B2
La Ferrari 312 B2 è un'automobile monoposto di Formula 1, che gareggiò nel 1971-1972 e nelle prime tre gare del 1973. Riuscì a vincere solo due Gran Premi validi per il mondiale, il Gran Premio d'Olanda del 1971 ed il Gran Premio di Germania del 1972, sempre con il belga Jacky Ickx. Altri piloti che corsero con questo modello furono lo svizzero Clay Regazzoni e saltuariamente gli italiani Nanni Galli e Arturo Merzario e l'italo-americano Mario Andretti.

## La vettura
La 312 B2 era un'evoluzione del precedente modello 312 B (o B1) e non si differenziava molto da esso. Venne affinata l'aerodinamica, spostando l'alettone posteriore dietro l'asse posteriore delle ruote, modificate le sospensioni, potenziato il motore, portato ora a 470 CV. La vettura si dimostrò in sostanza poco competitiva e due vittorie in due anni furono un magro bottino.

## Scheda tecnica
- Telaio: Semi monoscocca
- Passo: 2,380 m
- Carreggiata anteriore: 1,560 m
- Carreggiata posteriore: 1,570 m
- Motore: posteriore a V di 180° 12 cilindri con 48 valvole comandate da 4 alberi in testa, cilindrata 2991,08 cm³ (1971) e 2991,80 (1971/1972), aspirato a iniezione, potenza circa 470 CV a 12600 giri/minuto e circa 480 CV a 12500 giri/minuto (1971/1972).
- Cambio: Ferrari a 5 marce
- Trazione: posteriore

## La 312 B2 nei media
- In ambito musicale, la B2 compare nel video musicale della canzone Supreme di Robbie Williams.

## Risultati completi
| Anno | Team                       | Motore                | Gomme | Piloti    |  |  |     |     |     |     |     |     |     |     |     | Punti | Pos. |
| ---- | -------------------------- | --------------------- | ----- | --------- |  |  | --- | --- | --- | --- | --- | --- | --- | --- | --- | ----- | ---- |
| 1971 | Scuderia Ferrari SEFAC SpA | Ferrari 001/1 3.0 V12 | F     | Ickx      |  |  | 3   | 1   | Rit | Rit | Rit | Rit | Rit | 8   | Rit | 14    | 3º   |
| 1971 | Scuderia Ferrari SEFAC SpA | Ferrari 001/1 3.0 V12 | F     | Regazzoni |  |  | Rit | 3   | Rit | Rit | 3   | Rit | Rit | Rit | 6   | 14    | 3º   |
| 1971 | Scuderia Ferrari SEFAC SpA | Ferrari 001/1 3.0 V12 | F     | Andretti  |  |  | NQ  | Rit |     |     | 4   |     |     | 13  | NP  | 14    | 3º   |

| Anno | Team                       | Motore              | Gomme | Piloti    |     |    |     |     |     |    |     |    |     |     |    |   | Punti | Pos. |
| ---- | -------------------------- | ------------------- | ----- | --------- | --- | -- | --- | --- | --- | -- | --- | -- | --- | --- | -- | - | ----- | ---- |
| 1972 | Scuderia Ferrari SEFAC SpA | Ferrari 001 3.0 V12 | F     | Ickx      | 3   | 8  | 2   | 2   | Rit | 11 | Rit | 1  | Rit | Rit | 12 | 5 | 33    | 4º   |
| 1972 | Scuderia Ferrari SEFAC SpA | Ferrari 001 3.0 V12 | F     | Regazzoni | 4   | 12 | 3   | Rit | Rit |    |     | 2  | Rit | Rit | 5  | 8 | 33    | 4º   |
| 1972 | Scuderia Ferrari SEFAC SpA | Ferrari 001 3.0 V12 | F     | Andretti  | Rit | 4  | Rit |     |     |    |     |    |     | 7   |    | 6 | 33    | 4º   |
| 1972 | Scuderia Ferrari SEFAC SpA | Ferrari 001 3.0 V12 | F     | Merzario  |     |    |     |     |     |    | 6   | 12 |     |     |    |   | 33    | 4º   |
| 1972 | Scuderia Ferrari SEFAC SpA | Ferrari 001 3.0 V12 | F     | Galli     |     |    |     |     |     | 13 |     |    |     |     |    |   | 33    | 4º   |

| Anno | Team                       | Motore              | Gomme | Piloti   |   |   |     |  |  |  |  |  |  |  |  |  |  |  |  | Punti | Pos. |
| ---- | -------------------------- | ------------------- | ----- | -------- | - | - | --- |  |  |  |  |  |  |  |  |  |  |  |  | ----- | ---- |
| 1973 | Scuderia Ferrari SEFAC SpA | Ferrari 001 3.0 V12 | F     | Ickx     | 4 | 5 | Rit |  |  |  |  |  |  |  |  |  |  |  |  | 9     | 6º   |
| 1973 | Scuderia Ferrari SEFAC SpA | Ferrari 001 3.0 V12 | F     | Merzario | 9 | 4 | 4   |  |  |  |  |  |  |  |  |  |  |  |  | 9     | 6º   |

| Legenda | 1º posto     | 2º posto | 3º posto    | A punti         | Senza punti/Non class.  | Grassetto – Pole position Corsivo – Giro più veloce |
| Legenda | Squalificato | Ritirato | Non partito | Non qualificato | Solo prove/Terzo pilota | Grassetto – Pole position Corsivo – Giro più veloce |

(*) Indica quei piloti che non hanno terminato la gara ma sono ugualmente classificati avendo coperto, come previsto dal regolamento, almeno il 90% della distanza totale.